# Међународна мисија правде
Међународна мисија правде (ИЈМ) (енгл. International Justice Mission (IJM)) је међународна, невладина 501(c)(3) организација посвећена на људска права, закона и спровођење закона. Основана је 1997. од стране адвоката Гарија Хаугена из Сједињених Држава, са сједиштем у Вашингтону, Округ Колумбија. Сви запослени у ИЈМ-у морају да буду хришћани; 94% су држављани земаља у којима раде.
ИЈМ ради на борби против трговине сексом, сексуалне експлоатације деце, сајберсексуалне трговине, ропства принудног рада, отимања имовине и полицијске злоупотребе овлашћења и бави се правима мањина на држављанство. Највећи дио рада ИЈМ-а се фокусира на трговину људима у вези са сексом. Блиска сарадња ИЈМ-а са полицијским агенцијама трећег свијета и резултирајућа хапшења и депортације сексуалних радница изазвали су критике од стране организација за људска права и сексуалних радника због његове мисије и тактике.

## Историјат

### Оснивање
Међународна мисија правде је основана 1997. године као непрофитна организација заснована на вери од стране америчког адвоката Герија Хаугена из Сједињених Држава. У свом првом случају, организација је помогла у хапшењу осумњичене за силовање у Манили, на Филипинима. Године 1998. ИЈМ је тврдио да је помогао у спасавању више од 700 људи. Поред помагања клијентима у правном заступању, Хауген је одлучио да његова организација може имати већи утицај удруживањем са владама земаља у развоју како би помогла у побољшању њихових правних система.

### Рад на Тајланду
Међународна мисија правде је радила на сјеверу Тајланда преко своје теренске канцеларије у Чијанг Мају од 2000. године, у партнерству са владиним властима на случајевима тајландског држављанства брдског племена и случајевима сексуалног насиља над дјецом. Током раних 2000-их година Међународна мисија правде је била укључена у рад на циљању индустрије сексуалних радника. То је укључивало бројне рације на јавне куће у сјеверном Тајланду које су у то вријеме биле предмет критика због утицаја на одрасле особе које нису биле присиљене. Године 2017., Међународна мисија правде је отворила нову канцеларију на терену у Бангкоку, а 2018. године основана је Фондација Међународне мисије правде да пружи подршку тајландским властима да елиминишу трговину радном снагом и присилни рад из тајландске индустрије рибарства и морске индустрије након што је истраживање из 2017. године открила да 38% рибара на тајландским рибарским пловилима су идентификовани као жртве трговине људима.

### Рад у Гани
У Гани ИЈМ се бави идентификовањем случајева дјечијег рада и трговине људима од 2014. године. Дјеца од 4 године су била подвргнута присилном раду у риболову у областима око језера Волта, понекад као резултат трговине људима. У 2017. години тим ИЈМ Гане и локалне власти спасили су 31 дијете за које се вјерује да је ангажовано на присилном раду из рибарских заједница у области језера Волта и ставили их у притвор. Власти које су ставиле дјецу у притвор укључивале су представнике ганских агенција за социјалну заштиту унутар владе.

### Проширење
Мисија међународне правде проширила је свој рад изван превенције трговине људима. До 2009. године њени адвокати, социјални радници и заговорници су такође помагали жртвама чија је земља одузета, који су били обвезници или су били лажно затворени. У 2010. године U. S. News & World Report је назвао Међународну мисију правде као једну од листе „10 услужних група које праве разлику“. Под администрацијом предсједника Барака Обаме, Стејт департмент Сједињених Америчких Држава одао је почаст Гарију Хаугену, оснивачу и извршном директору Међународне мисије правде, као хероја у извјештају о трговини људима који је дјеловао у циљу окончања модерног ропства 2012. године. Стејт департмент је саопштио да је ИЈМ помогао скоро 4.000 жртава и помогао у кривичном гоњењу 220 преступника између 2006. и 2012. године.

## Програми
Мисија међународне правде заступа жртве у случајевима трговине сексом, присилног рада, ропства, злоупотребе полицијских овлашћења, крађе имовине и права на држављанство. Такође ради са владама земаља у развоју на побољшању правосудних система.
ИЈМ ангажује само хришћане који практикују; његове листе послова укључују „зрелу православну хришћанску вјеру како је дефинисано Апостолским симболом вјере“ међу наведеним захтјевима. Радни дани у свим канцеларијама почињу са пола сата тишине и пола сата заједничке молитве касније током дана као дио њихових духовних формацијских пракси. ИЈМ цитира библијски стих Исаија 1, 17 као једну од њихових основних обавеза:
Учите се добро чинити: тежите праву,

    ублажите угњетавање,

дајте права сиротињи,

    парничите се у корист удовице.

Кроз пројекат Лантерн, Међународна мисија правде радила је на развоју модела за борбу против сексуалног ропства и трговине људима који би друге организације и агенције могле да користе. У 2010. години, ИЈМ је извјестио да је пројекат документовао смањење од 79 процената у броју малољетника продатих ради секса у Себуу, на Филипинима. Пројекат Лантерн је финансиран грантом од 5 милиона долара од Фондације Била и Мелинде Гејтс 2006. године.
Поред горе поменутог посла, Мисија међународне правде води програме за обуку одјељења за кривично правосуђе и влада и пружа правну помоћ. Организација води програме за помоћ жртвама да се опораве од времена проведеног на присилном раду. Поред тога, ИЈМ је подржао предложени закон у Вашингтону, Округ Колумбија, за унапређење напора у борби против трговине људима, укључујући Иницијативу за крај модерног ропства.
Истраживања из извора трећих страна су показала неке негативне резултате рада ИЈМ-а. Попис сексуалних радника у Камбоџи, који је финансирала Агенција за међународни развој Сједињених Америчких Држава 2003. године, открио је да се малољетничка проституција повећала у овој области у мјесецима након серије мисија спашавања јавних кућа које је организовао ИЈМ. Истраживач је рекао да је то зато што дјевојке имају уговоре о дуговима и да су породице под притиском да врате те дугове након што дјевојчице буду спашене. The Nation је извјестила да су се према тајландском закону у вријеме специфичних рација на Тајланду, добровољне сексуалне раднице суочиле са депортацијом након рација. На Филипинима је, како је известио The Nation, „извјестан број жена и дјевојчица“ смјештених у владином објекту након спасилачких мисија побјегао. У 2016. години, Холи Буркхалтер, виши савјетник ИЈМ-а за трансформацију правосудног система, рекла је да је у року од 10 година рада са владом у Камбоџи мање од 1 процента жртава трговине људима били малољетници.
Председници Џорџ В. Буш и Барак Обама похвалили су ИЈМ за његов рад. Током Међународног дана жена 12. марта 2004. године, Буш је похвалио рад службеника ИЈМ задуженог за операције против трговине људима. Буш је даље изјавио да ће америчка влада стати уз мисију ИЈМ-а да оконча сексуално ропство.  Обама је 2012. године рекао да Међународна мисија правде „заиста ради Господњи посао“ током годишњег састанка Глобалне иницијативе Клинтон.
Године 2014. група студената на Универзитету Висконсина у Медисону покренула је непрофитну поп-ап радњу за кафу под називом A Just Brew. Ова организација донира сваки приход од продаје како би помогла у окончању ропства кроз рад Међународне мисије правде.